# Sephardischer Friedhof (Belgrad)
Koordinaten: 44° 48′ 41,2″ N, 20° 29′ 8,9″ O

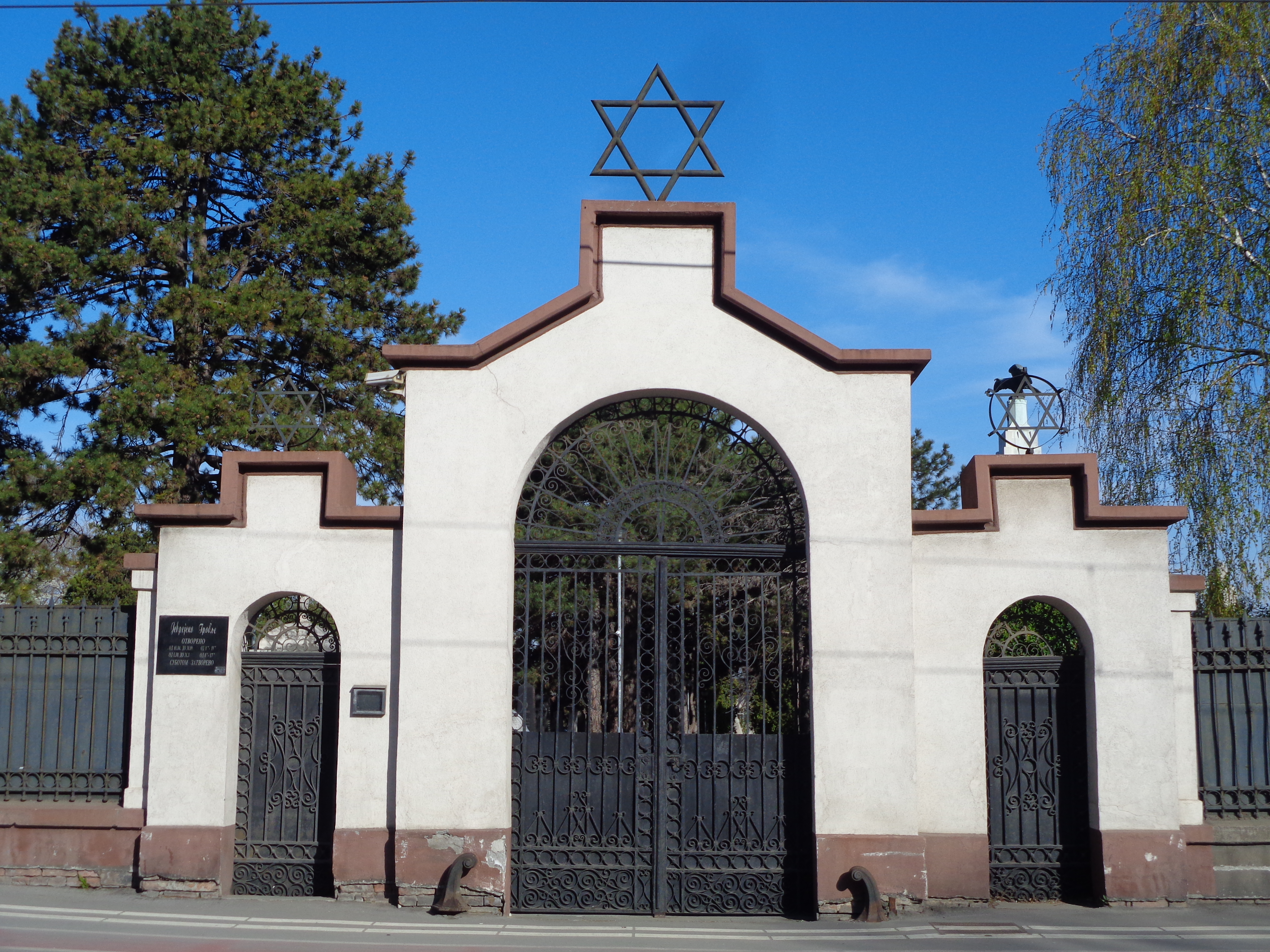
Eingangstor

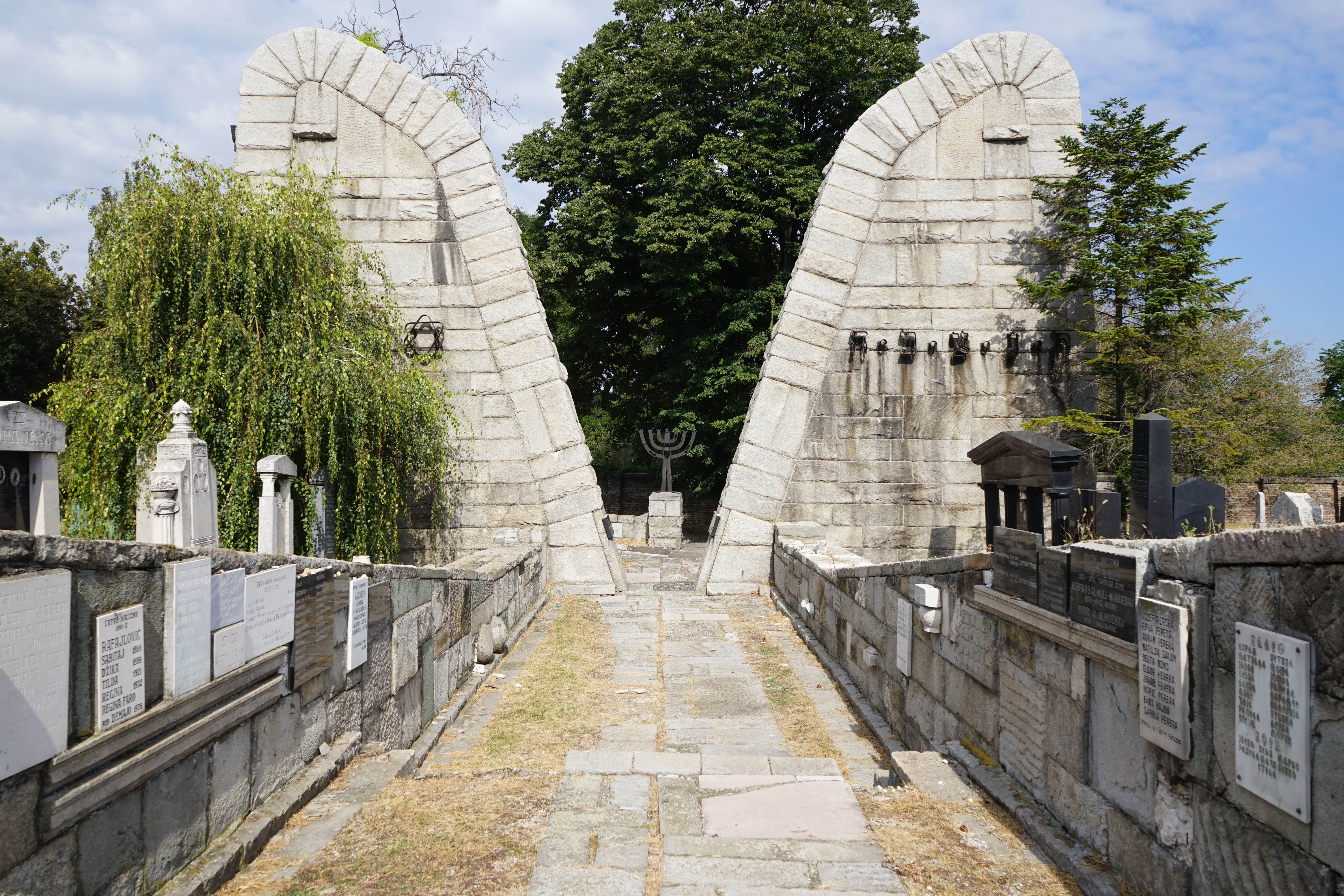
Denkmal für die jüdischen Opfer des Faschismus (Blick nach Nordwesten, 2019)

Der Sephardische Friedhof in Belgrad ist eine jüdische Begräbnisstätte. Er hat eine Größe von 12.748 Quadratmeter und weist über 4.000 Grabsteine auf, vor allem des 19. bis 20. Jahrhunderts. Der Friedhof befindet sich im Stadtteil Palilula und wird durch die Roosevelt-Straße (Ulica Ruzveltvo) vom Neuen Friedhof getrennt, der jedoch bereits im Stadtteil Zvezdara liegt. Neben dem jüdischen Friedhof befindet sich zudem der Heldenfriedhof für die Befreier Belgrads im Zweiten Weltkrieg.
Der Friedhof wurde 1888 an der Dalmatinska-Straße gegründet und 1925 an seinen jetzigen Ort gegenüber dem Neuen Friedhof verlegt. Das Land gehörte Đorđe Kurtović, einem Kaufmann aus Šabac, der es an die jüdische Gemeinde verkaufte. Im Juli 2019 wurde beschlossen, den Friedhof um 1,52 Hektar zu vergrößern, da er seit langem zu klein ist.
Der Friedhof wird zentral von einer Allee aus Pinien durchschnitten, die mit dem Denkmal für die jüdischen Opfer des Faschismus abschließt. In Nähe zum Eingang befindet sich das 1927 errichtete Denkmal für die gefallenen Helden für die Befreiung, Freiheit und Vereinigung des Vaterlandes, welches 132 jüdischer Soldaten der Kriege von 1912–19 gedenkt.
Am Ende der Pinienallee befindet sich das ab 1951 entworfene und 1952 fertiggestellte Denkmal für die jüdischen Opfer des Faschismus des jugoslawischen Architekten und Bildhauer Bogdan Bogdanović, welches von der Jüdischen Gemeinde in Belgrad in Auftrag gegeben und eines der ersten Holocaust-Mahnmale auf jugoslawischem Staatsgebiet war. Das Denkmal besteht aus zwei 10,5 Meter hohen, mit Granitplatten verkleideten Flügeln aus Beton. Da sich das Denkmal an der tiefstgelegenen Stelle des Friedhofes befindet, vergrößerte Bogdanović den Abstand der Flügel nach oben, um eine „Antiperspektive“ herzustellen. An der Stirnseite befindet sich ein Davidstern und die hebräische Abkürzung eines Zitates aus dem 1. Buch Samuel (25:29). An der Rückseite befinden sich segnende Priesterhände und ein Levitenkrug. Hinter dem linken Flügel steht ein freistehender Menora. In das Pflaster der Dromos, sowie den niedrigen Mauern, die diesen umgeben, wurden Spolien der im Zweiten Weltkrieg zerbombten Belgrader Altstadt eingebaut. Diese wurden neben der symbolischen Bedeutung auch aus Mangel an Baumaterial gewählt, da die Jüdische Gemeinde auf Stein als Baumaterial bestand. Am Fuße des Denkmals befindet sich das Grab von Bogdanović selbst und seiner Frau. Obwohl beide keine Juden waren, wurde dieses Begräbnis von der jüdischen Gemeinde genehmigt.